# Nicolás Gásperi
Nicolás Miguel Gásperi (Campana, Argentina, 5 de junio de 1983) es un futbolista argentino que se desempeña como defensor, es hermano del también futbolista Federico Gásperi.  Actualmente juega en el Club Atlético Acassuso de la Primera B Metropolitana, tercera división del fútbol argentino.

## Trayectoria
Debutó en el Club Atlético Puerto Nuevo en el año 2000. Pasó por varios clubes menores del ascenso como el Club Atlético Brown, el Club Atlético San Telmo y el Club Luján hasta llegar a un club más reconocido.
En 2008 llega al Club Atlético Estudiantes de la Primera B, tercera división del fútbol argentino. Allí constituyó una gran parte de su carrera deportiva alcanzando grandes rendimientos en las seis temporadas en Estudiantes. A principios de 2011 tras un partido amistoso entre Banfield y Estudiantes (BA), tiene una disputa con Jorge Achucarro, jugador de Banfield.
 Gásperi no es un jugador que se caracterice por su violencia, si no que este fue un hecho aislado en su carrera futbolística.
A mediados de 2014 es contratado por el Club Deportivo Morón de la Primera B Metropolitana.[cita requerida] Previo a su paso por Morón registró un total de 437 partidos oficiales, con 20 goles como jugador profesional. En su primer semestre en el club disputó 12 partidos sin convertir goles.
En febrero de 2017 se desvincula del Deportivo Morón y arregla su continuidad en el Club Atlético Brown de Adrogué, en el Nacional B.

## Clubes
| Club                | País      | Año            | PJ  | Goles |
| ------------------- | --------- | -------------- | --- | ----- |
| Puerto Nuevo        | Argentina | 2000-2003      | 73  | 5     |
| Brown (A)           | Argentina | 2003-2005      | 64  | 1     |
| San Telmo           | Argentina | 2005-2006      | 15  | 0     |
| Luján               | Argentina | 2006-2008      | 75  | 6     |
| Estudiantes (BA)    | Argentina | 2008-2014      | 210 | 8     |
| Deportivo Morón     | Argentina | 2014- 2017     | 67  | 0     |
| Club Atlético Brown | Argentina | 2017- Presente | 5   | 0     |